# Kattegat

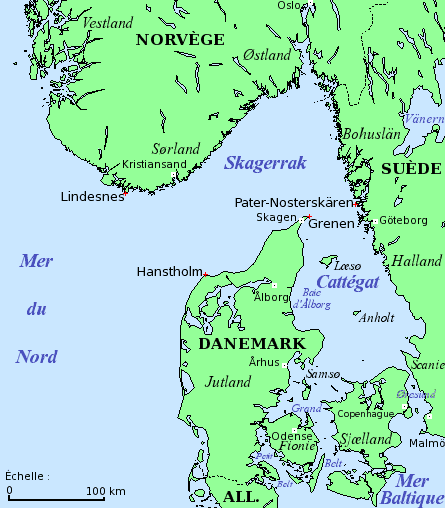
Kattegat ở phía bên phải, giữa Jutland và Thụy Điển.

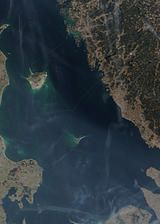
Hình Kattegat từ vệ tinh.

Kattegat là vùng biển giữa bán đảo Jutland (Đan Mạch) và Thụy Điển. Kattegat có diện tích khoảng 30.000 km². Phía bắc là vùng biển Skagerrak nối với Bắc Hải. Phía nam nối với biển Baltic thông qua eo biển Oresund, eo biển Storebælt và eo biển Lillebælt. Theo định nghĩa của Hiệp ước năm 1932 giữa Đan Mạch-Thụy Điển-Na Uy (đăng ký ở Hội Quốc Liên Loạt Hiệp ước 199-1933) thì ranh giới phía bắc là một đường thẳng từ Grenen (mỏm cực bắc của bán đảo Jutland) tới Marstrand (tây bắc Göteborg, Thụy Điển). Ranh giới phía nam với Eo biển Lillebælt là một đường thẳng từ Bjørnsknude (Jutland) tới đảo Æbelø (bắc đảo Fyn), ranh giới với Eo biển Storebælt là một đường thẳng từ Fyns Hoved (cực bắc đảo Fyn) tới Røsnæs (đảo Zealand), ranh giới với Eo biển Oresund là đường thẳng từ Gilberg Hoved (cực bắc đảo Zealand) tới Kullen (tây bắc vùng Scania, Thụy Điển)

## Từ nguyên
Theo Đại từ điển Bách khoa Đan Mạch (Den Store Danske Encyklopædi) và Từ điển tiếng Đan hiện đại (Nudansk Ordbog) thì tên Kattegat do tiếng Hà Lan Katt = con mèo + gatt = lỗ. Các thuyền trưởng Đức và Hà Lan thời xưa lái tàu từ Bắc Hải vào Biển Baltic phải qua vùng biển Kattegat. Họ cho rằng vùng biển này quá hẹp như con mèo chui vào lỗ. Tên cũ của vùng biển này và vùng biển Skagerrak là "Biển Na Uy" hoặc ""Biển Jutland" (Truyền thuyết Knýtlinga nêu tên Jötlandshaf = Biển Jutland)

## Đặc tính
Các sông Göta älv (Göteborg), Lagan, Nisan, Ätran, Viskan (vùng Halland, Thụy Điển) cùng sông Gudenå (đông bắc bán đảo Jutland) chảy vào Kattegat. Trong tình trạng thời tiết êm gió, có 1 dòng nước lợ trên bề mặt, chảy về hướng bắc và 1 dòng nước mặn bên dưới chảy về hướng nam. Độ mặn của vùng biển này là khoảng 20 phần ngàn, trong đó nước trên bề mặt từ 16 - 21 phần ngàn, nước dưới đáy khoảng 30 - 31 phần ngàn. Kattegat ít thủy triều, sự cách biệt giữa triều lên và triều xuống chỉ từ 10 – 30 cm. Về mùa đông Kattegat có thể bị đóng băng, nhưng hiếm khi bị đóng băng nhiều đến nỗi tàu không thể chạy qua được.

## Giao thông
Phía đông Kattegat là tuyến đường hàng hải chính từ Bắc Hải vào Biển Baltic với các cảng Göteborg (Thụy Điển) và Copenhagen (Đan Mạch). Ngoài ra có các tuyến tàu phà từ Frederikshavn (Đan Mạch) - Göteborg, Copenhagen - Na Uy, Frederikshavn - Kiel (Đức),
Aarhus (Jutland) - Kalundborg (Zealand)

## Việc đánh bắt cá
Kattegat là vùng biển quan trọng cho việc đánh bắt cá. Ở đây có nhiều cá tuyết (Gadus callarias), cá bơn sao (Pleuronectes platessa), cá trích (Clupea harengus), cá thu (Scomber scomber), cá ngừ (Thynnus thynnus), tôm hùm (Homarus vulgaris) vv... Năm 2004 Kattegat cùng với 146 khu vực biển thế giới (trong đó có Biển Baltic) được Chương trình môi trường LHQ coi là "khu vực chết" vì có quá nhiều nitơ và quá ít oxy.

## Các đảo trong vùng biển Kattegat
- Hirholmene
- Deget
- Hjellen
- Læsø
- Nodre Rønne
- Anholt
- Hesselø
- Hjelm
- Rörö
- Hyppeln
- Kälö-Knippla
- Hälsö
- Björkö
- Öckerö
- Kalvsund
- Hönö
- Grötö
- Vinga
- Galterö
- Brännö
- Rivö
- Asperö
- Köpstadsö
- Stora Knanholmen
- Stora Rösö
- Stora Kansö
- Vargö
- Styrsö
- Donsö
- Sjumansholmen
- Kärholmen
- Vrångö
- Vendelsö
- Lyngaskär
- Hallands Vejrø
- Samsø
- Kyholm
- Lindholm
- Vejrø
- Sejerø
- Nekselø
- Tunø
- Tunø Knob
- Svanegrunden
- Hov Røn
- Endelave
- Æbelø
- Dræet
- Ejlinge
- Mågeørne